# 카트린 주르당
카트린 주르당(Catherine Paule Mignon, 1948년 10월 12일 ~ 2011년 2월 18일)은 프랑스의 영화배우이다.
아제르리도에서 태어났으며 파리에서 사망하였다. 사인은 폐색전증이다.

## 영화
- 아프로디테 (1982년)
- 크레이지 보이 - 삼총사 (1974년)
- 에덴 동산과 그 이후 (1970년)
- 사랑과 분노 (1969년)
- 그대 품에 다시 한 번 (1968년)
- 고독 (1967년)